# Begonia hemsleyana
Begonia hemsleyana é uma espécie de Begonia, nativa da China.